# Sonair
SonAir Airline Services S.A. war eine angolanische Fluggesellschaft mit Sitz in Luanda und Basis auf dem Aeroporto Internacional Quatro de Fevereiro.

## Geschichte
SonAir wurde am 16. Februar 1998 in Luanda als Tochtergesellschaft der Sonangol Group gegründet. Das Kerngeschäft der Sonair war im Wesentlichen die Unterstützung der Ölindustrie.
Im Jahr 2009 gründete die Sonair selbst eine Tochtergesellschaft mit dem Namen ServisAir, die kurzzeitig zwei Boeing 727-100C einsetzte.
Im Laufe des Jahres 2012 übernahm Sonair mehrheitlich mit 51 % die santomensische STP Airways.
Sie befand sich lange auf der Liste der Betriebsuntersagungen für den Luftraum der Europäischen Union.
Die Fluggesellschaft stellte im November oder Dezember 2019 ihren Betrieb ein.

## Flugziele
Sonair bot neben nationalen Linienflügen Charterflüge unter anderem für in Angola ansässige Ölgesellschaften an. International wurde ab November 2000 dreimal pro Woche unter dem Namen „Houston Express“ eine Verbindung von Luanda nach Houston bedient, welche von Atlas Air mit Boeing 747-400 betrieben wurde. Sie diente zu einem guten Teil dem Personal, das für amerikanische Erdölgesellschaften in Angola tätig ist.

## Flotte

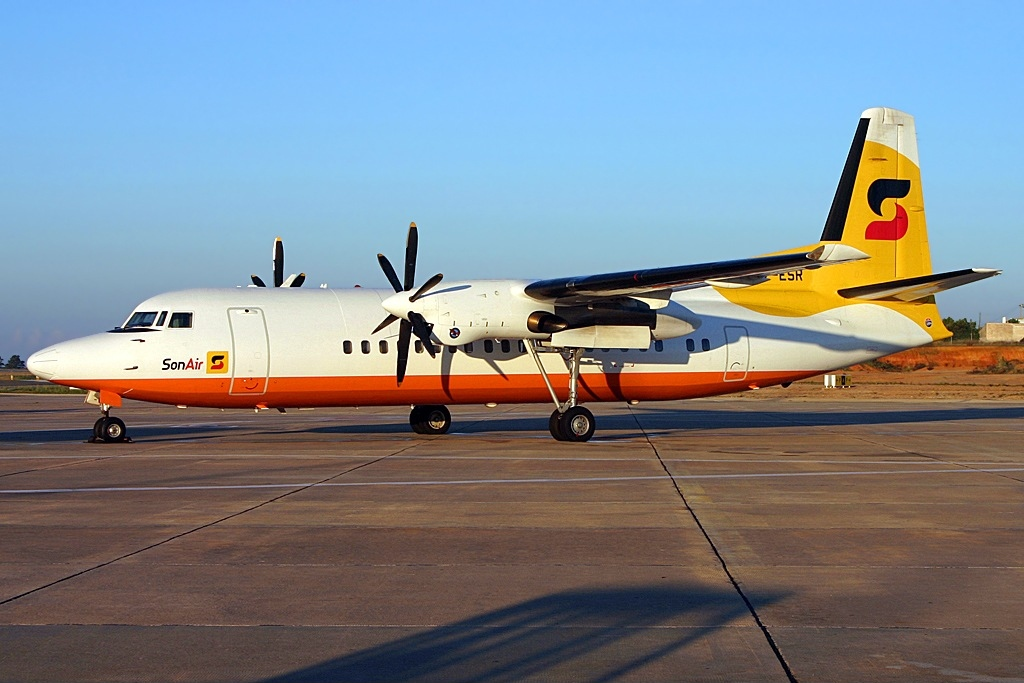
Fokker 50 der SonAir

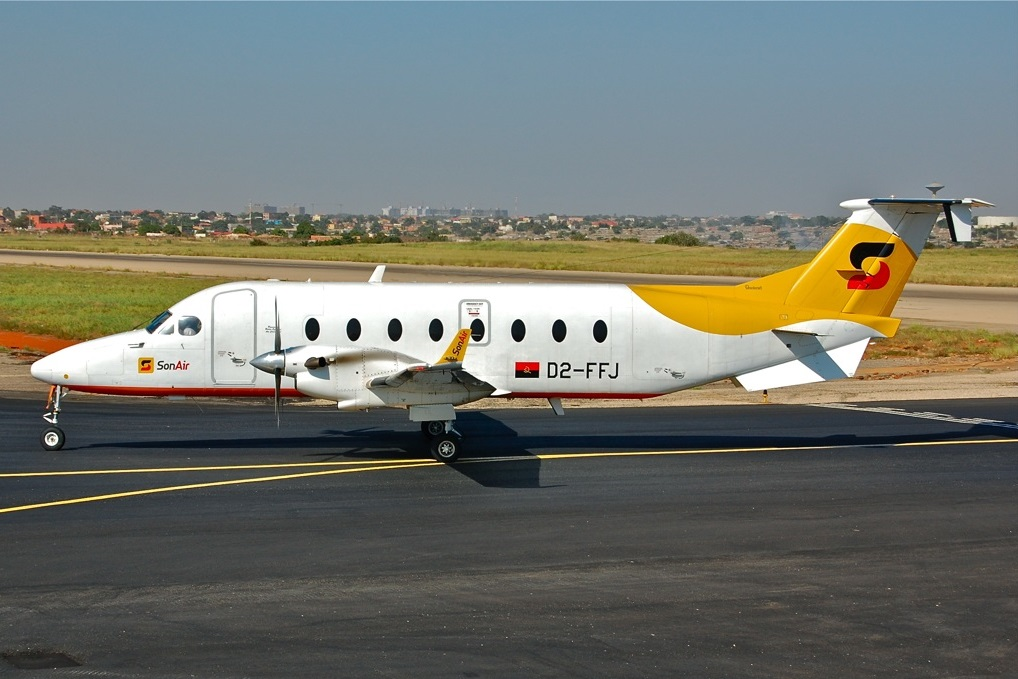
Beechcraft 1900D der SonAir

### Flotte bei Betriebseinstellung
Zur Betriebseinstellung im Dezember 2019 bestand die Flotte der Sonair aus zwei Flugzeugen mit einem Durchschnittsalter von 12,1 Jahren:
| Flugzeugtyp    | aktiv | bestellt | Anmerkungen               |
| -------------- | ----- | -------- | ------------------------- |
| Boeing 737-700 | 2     |          | mit Winglets ausgestattet |
| Gesamt         | 2     | –        |                           |

### Zuvor eingesetzte Flugzeuge
Außerdem wurden unter anderem folgende Flugzeugtypen eingesetzt:
- Beechcraft 1900
- Boeing 727
- Boeing 747-400
- de Havilland Canada DHC-6 Twin Otter
- Fokker 50